# Macaria (actrice)
Pour les articles homonymes, voir Macaria.
Delia Della Cruz Delgado, connue sous le pseudonyme de Macaria, née le 20 décembre 1949 à Mexico (Mexique), est une actrice mexicaine.

## Filmographie

### Au cinéma
- 1969 : Las pirañas aman en cuaresma
- 1969 : Paula
- 1970 : Matrimonio y sexo
- 1970 : Paraíso : Chabelita (en tant que Delia de la Cruz)
- 1970 : Remolino de pasiones : Chica en fiesta (non créditée)
- 1972 : Apolinar
- 1972 : La Fuerza inútil
- 1972 : Mi niño Tizoc : Soledad Flores
- 1973 : El monasterio de los buitres
- 1973 : La mansión de la locura de Juan López Moctezuma
- 1974 : La Disputa
- 1974 : Los leones del ring contra la Cosa Nostra : Alicia Ballesteros
- 1974 : Los leones del ring : Alicia
- 1983 : El guerrillero del norte
- 1991 : Ciudad de ciegos : Mara
- 2018 : La Boda de la Abuela

### À la télévision

#### Séries télévisées
- 1967 : Amor sublime
- 1973 : Entre brumas : Doris
- 1978 : Ladronzuela : Perlita
- 1979 : No tienes derecho a juzgarme
- 1979 : Vamos juntos : María Elena
- 1980 : Pelusita : Pelusita
- 1981 : Juegos del destino : Hilda
- 1982 : Déjame vivir : Yolanda
- 1984 : Dos mujeres en mi casa : Macaria
- 1985 : Juana Iris : Elisa
- 1988 : Encadenados : Isabel
- 1991 : Atrapada : Rita
- 1992 : Tenías que ser tú
- 1997 : El secreto de Alejandra : Elvira
- 1998 : ¿Qué nos pasa ?
- 1999 : Cuento de Navidad : Cabellarana
- 1999 : Nunca te olvidaré : Berenice Cordero
- 2000 : DKDA : Sueños de juventud : Prudencia Rincón / Prudencia Rincon
- 2000 : El precio de tu amor : Adelina
- 2001 : Atrévete a olvidarme : Hanna Rivas Montaño
- 2001 : Navidad sin fin : Angelita
- 2001-2005 : Mujer, casos de la vida real
- 2002 : La Otra : Fátima de Salazar
- 2003 : Clap !... El lugar de tus sueños : Lucia
- 2004 : Amarte es mi pecado : Dr. Clara Santacruz
- 2005 : Bajo el mismo techo : Francisca Murillo
- 2005-2017 : Vecinos : Magdalena Pérez
- 2007 : Tormenta en el paraíso : Paloma
- 2008-2009 : Un gancho al corazón : Isabel López
- 2009 : Alma de hierro : Ángela / Angela
- 2009 : Ellas son... la alegría del hogar
- 2009-2010 : Los exitosos Pérez : Rebeca Ramos Villaseñor
- 2011-2012 : Amorcito corazón : Hortensia Tres Palacios de Ballesteros
- 2013-2014 : Por siempre mi amor : Minerva
- 2014-2015 : Yo no creo en los hombres : Esperanza
- 2015-2016 : Antes muerta que Lichita : Fátima
- 2017 : Como dice el dicho : Doña Martha

#### Téléfilms
- 2015 : Yo no creo en los hombres... el origen : Esperanza